# Euhedrisch

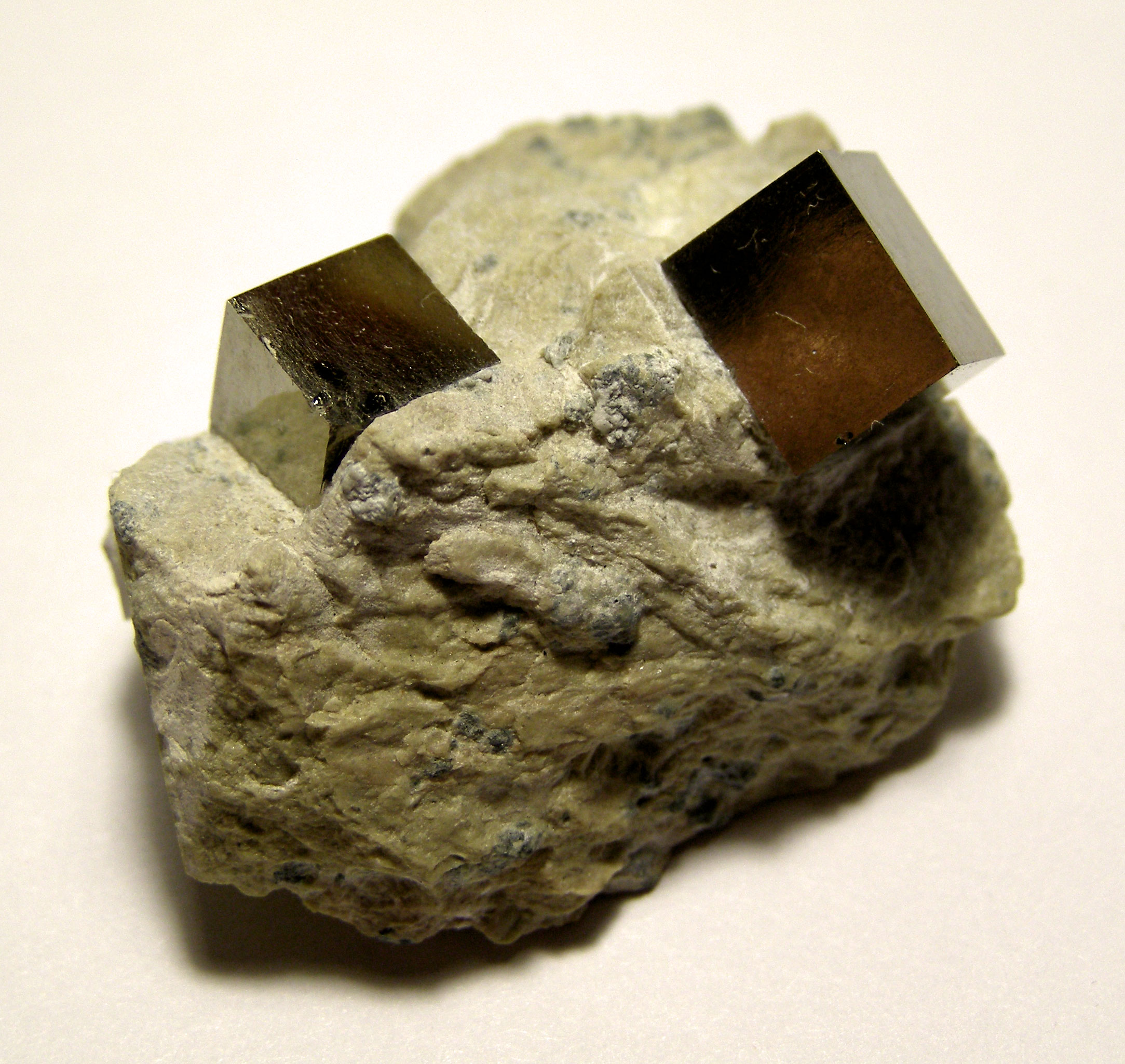
Euhedrische pyrietkristallen.

Euhedrisch, idiomorf of euhedraal (uit het Grieks: eu (ευ) = goed en hedron (έδρον)= vorm) slaat in de kristallografie en petrologie op een kristal dat een makkelijk te herkennen kristalstructuur ontwikkeld heeft, met gladde vlakken en vrijwel perfecte hoeken. Dit is een relatieve zeldzaamheid bij natuurlijke kristallen, omdat ze meestal vrij onregelmatige vlakken en soms vreemde uitgroeisels hebben.
Het tegenovergestelde van een euhedrisch kristal is een anhedrisch kristal. Euhedrische kristallen worden gevormd wanneer de kristalgroei in een open ruimte plaatsvindt. Wanneer de ruimte beschikbaar voor groei beperkt is, zal het kristal in plaats van zijn natuurlijke vorm te ontwikkelen de beschikbare ruimte opvullen. In dat geval zijn de kristallen sub- tot anhedrische kristallen: de vorm is niet gelijk aan de perfecte kristalvorm.

## Ontstaan
Wanneer een kristal in een vrije ruimte groeit, zal het de vorm aannemen die hoort bij de kristalstructuur van het mineraal waaruit het bestaat. Een kristal dat de kristalvorm van het eigen mineraal heeft, wordt een idiomorf genoemd. In stollingsgesteente zijn de eerste mineralen die stollen wanneer een magma afkoelt (die dus vrij in de magma groeien) vaak euhedrisch: ze kunnen in het magma waarin ze drijven naar alle kanten groeien.
Een ander voorbeeld hoe euhedrische kristallen kunnen ontstaan is in aders of andere holtes in gesteente waar vloeistoffen doorheen stromen. De kristallen groeien doordat bepaalde mineralen neerslaan op de wanden van de ader. Ook bij diagenese kunnen idiomorfe kristallen groeien door het dichtcementeren van de porieënruimte in gesteente.